# Jacco Eltingh
Jacco Eltingh (Heerde, Países Bajos, 29 de agosto de 1970) es un exjugador de tenis neerlandés que alcanzó a ser N.º 1 del mundo en dobles.

## Torneos de Grand Slam

### Campeón Dobles (6)
| Año  | Torneo               | Pareja         | Oponentes en la final          | Resultado               |
| 1994 | Abierto de Australia | Paul Haarhuis  | Byron Black Jonathan Stark     | 6-7 6-3 6-4 6-3         |
| 1994 | US Open              | Paul Haarhuis  | Todd Woodbridge Mark Woodforde | 6-3 7-6                 |
| 1995 | Roland Garros        | Paul Haarhuis  | Nicklas Kulti Magnus Larsson   | 6-7(3) 6-4 6-1          |
| 1998 | Abierto de Australia | Jonas Björkman | Todd Woodbridge Mark Woodforde | 6-2 5-7 2-6 6-4 6-3     |
| 1998 | Roland Garros        | Paul Haarhuis  | Mark Knowles Daniel Nestor     | 6-3 3-6 6-3             |
| 1998 | Wimbledon            | Paul Haarhuis  | Todd Woodbridge Mark Woodforde | 2-6 6-4 7-6(3) 5-7 10-8 |

### Finalista Dobles (2)
| Año  | Torneo    | Pareja        | Oponentes en la final          | Resultado             |
| 1996 | US Open   | Paul Haarhuis | Todd Woodbridge Mark Woodforde | 6-4 6-7 6-7           |
| 1997 | Wimbledon | Paul Haarhuis | Todd Woodbridge Mark Woodforde | 6-7(4) 6-7(7) 7-5 3-6 |